# Vrijwillige brandweer
De vrijwillige brandweer bestaat uit brandweerlieden die deze taak op vrijwillige basis uitvoeren. Zij hebben normaal gesproken dezelfde taken, verplichtingen en opleiding als de beroepsbrandweer, maar hebben geen vast dienstverband voor een vast aantal uren. Afhankelijk van de regio zijn leden van de vrijwillige brandweer oproepbaar of draaien zij hun diensten op de kazerne.

## Situatie in Nederland
Beroeps- en vrijwillige brandweerlieden hebben allen een dienstverband met de gemeente of Veiligheidsregio, maar ze verschillen wat betreft de inhoud van hun dienstverband. Vrijwilligers zijn op afroep beschikbaar, beroepsbrandweerlieden hebben een vast dienstverband met de gemeente. Vrijwillige brandweerlieden mogen van hun werkgever het werk verlaten wanneer ze opgeroepen worden voor een dringende interventie. In deze gevallen wordt van een vrijwilliger verwacht dat hij of zij binnen 2 tot 3 minuten na alarmering in de kazerne is. Dit laatste betekent dat de vrijwilliger alles wat deze op dat moment aan het doen is moet "laten vallen" om tijdig op de kazerne te kunnen zijn. Dat kan zakelijk en privé een flinke belasting betekenen.

### Taakverzwaring
80% van de ongeveer 24.000 operationele brandweerlieden in Nederland is vrijwilliger (stand van zaken per 1-1-2017). De laatste decennia zijn de taken van de brandweer flink verruimd, met name op het gebied van de (technische) hulpverlening, en zijn de eisen die aan de brandweer worden gesteld veel strenger geworden. Hieraan wordt ook door vrijwilligers voldaan, door steeds meer opleiding en oefening en meer en beter materieel. Taakverzwaring valt verder te verwachten van het voorbereid willen zijn op het bestrijden van de gevolgen van terrorisme.
Daarnaast sluiten steeds meer bedrijven en instellingen hun brandmeldcentrale aan op het systeem van de regionale brandweer en rukt de brandweer uit bij elke brandmelding. Aangezien het aantal meldingen toeneemt maar het grootste deel (meer dan 90%) van deze meldingen loos is neemt de bereidwilligheid onder werkgevers om personeel naar de brandweerkazerne te laten vertrekken onder werktijd af.
Het vrijwilligersmodel staat op veel plaatsen onder druk doordat vernieuwingen binnen de brandweer vanuit de beleidsmakers en de beroepsbrandweer komen, waarbij soms te weinig rekening wordt gehouden met de eigenaardigheden die een vrijwilligerskorps kenmerken.
Aan de ene kant is het voor de meeste gemeenten niet op te brengen om een gebrek aan vrijwilligers te compenseren met meer beroepsbrandweerlieden en aan de andere kant zijn er nog steeds vrijwillige korpsen met een wachtlijst. Het vrijwilligersmodel heeft dus zeker nog toekomst.

## Voetnoten
1. ↑  Brandweer.nl - Parttime hero
2. ↑  CBS StatLine